# The Dawn of Freedom (film 1916)
The Dawn of Freedom è un film muto del 1917 diretto da Theodore Marston e Paul Scardon.

## Trama
Quando l'eroe della rivoluzione americana Richard Cartwrigh cade mortalmente ferito durante un attacco indiano, padre Ambrose ricorre a un trucco imparato dagli indù: mette Richard in stato di animazione sospesa e poi lo seppellisce.
Nel 1916, la proprietà di Cartwrigh è diventata una grande miniera e i minatori trovano la bara che viene aperta. Richard, risvegliato, scopre che il suo attuale discendente, un altro Cartwrigh, disattende ogni regola di equità e buona conduzione dell'azienda stabilita da lui ai suoi tempi, sfruttando oltre ogni limite i suoi operai. Richard, in cui vive ancora lo spirito rivoluzionario, si mette a capo dei minatori in lotta portandoli alla vittoria. Richard, però, muore insieme al proprietario. La terra passa ora a suo figlio Dick che ripristina i diritti degli operai, animato dagli stessi ideali rivoluzionari del suo antenato.

## Produzione
Il film fu prodotto dalla Vitagraph Company of America.

## Distribuzione
Distribuito dalla V-L-S-E, il film uscì nelle sale cinematografiche statunitensi il 14 agosto 1916.